# دائرة بغلية
دائرة بغلية هي دائرة في ولاية بومرداس وعاصمتها هي بغلية. عدد السكان 38046 نسمة
وهي بدورها تضم 3 بلديات:
- بغلية
- سيدي داود
- تاورقة

## الوديان
يتضمن إقليم هذه الدائرة العديد من الوديان منها:
- وادي سيباو
- وادي الأربعاء

## المنشآت
تضم هذه الدائرة العديد من المنشآت، منها:
- سد سيدي داود

## مواضيع ذات صلة
- دوائر ولاية بومرداس
- بلديات ولاية بومرداس